# 喬爾·金納曼
查爾斯·喬爾·努德斯特倫·金納曼（英語：Charles Joel Nordström Kinnaman，1979年11月25日—）或簡稱喬爾·金納曼（英語：Joel Kinnaman），瑞典和美國雙重國籍的男演員。較著名的作品包括在Netflix科幻劇《碳變》第一季中主演了武·科瓦奇、AMC電視劇《謀殺》中主演偵探史蒂芬·霍爾德、美國版的電視劇《紙牌屋》里飾演的威爾·康威、2014年電影《機器戰警》中飾演的艾力克斯·墨菲、以及在2016年電影《自殺突擊隊》里飾演瑞克·弗萊格上校。金納曼在瑞典的成名作有《約翰·福克》系列電影與《毒利時代》（2010年），並憑該片贏得金甲蟲獎最佳男主角。

## 早期生活
喬爾·金納曼生長於瑞典斯德哥爾摩。他的母親是一個瑞典的治療師，父親史蒂夫·金納曼（Steve Kinnaman）原名為大衛·金納曼（David Kinnaman），是一名美國軍人，在越南戰爭時期被派遣進駐曼谷，隨後逃離兵役流亡於東南亞，最終落戶瑞典。由於父親是在美國出生，因此喬爾持有瑞典與美國雙重國籍身份 。喬爾的父親的家庭是來自美國中西部，擁有英格蘭、蘇格蘭、愛爾蘭和德國血統；而母親則是猶太人，為從烏克蘭到瑞典的猶太移民的後代。金納曼有五個姐妹，其中一人是女演員梅琳達·金納曼（同父異母的姐姐）。他自小透過父母學會英語和瑞典語這兩種語言。喬爾高中時期曾到 美國德克薩斯州的某所高中當了一年的交換學生。離開高中後，他決定環遊世界。為了籌備旅費，他在不同的崗位上工作 - 在挪威擔任啤酒廠生產線工人和屋頂清掃工，並在法國阿爾卑斯山擔任酒吧經理。金納曼之後遊歷於東南亞和南美兩年。

## 職業生涯
喬爾·金納曼在10歲時曾參演瑞典的肥皂劇 Storstad (1990年)，但是直到2002年才正式開始了他的演藝生涯，他曾參演過瑞典電影《幽靈人口》，當時電影曾在他就讀的馬爾默的戲劇學院招募演員。他畢業於2007年，後來在《罪與罰》的改編舞台劇上獲得瑞典媒體的關注。金納曼隨後又花了十四個月的時間出演了九部瑞典電影。他在2009年開始有了突破性的演出，並相繼主演了「約翰·福爾克系列電影」。而他主演的《毒利時代》於2010年1月上映，這使他獲得了瑞典和世界其他各地的關注。為了拓展自己的事業，他決定移居美國。在2010年春季宣布，他出演的首部國際電影《黑暗時刻》，開始在莫斯科拍攝，於2010年6月和2011年12月發布。從2011年4月開始，金納曼於AMC電視劇《謀殺》中主演了偵探史蒂芬·霍爾德。
金納曼曾競爭過《雷神索爾》（2011年）和《瘋狂麥斯：憤怒道》（2015年）的主角。即使導演對金納曼的表現也很滿意，但他仍在《瘋狂麥斯：憤怒道》的兩位競爭者中輸給了湯姆·哈迪。至於《雷神索爾》，他則在五位候選人中和另外四人一樣被淘汰。金納曼承認，他渴望這兩項工作，並得到美國的認同；他說：「我絕對不覺得我必須接受所有的演出機會，就只是因為這些角色都是在美國。我正在尋找一些有趣事物，我的演藝生涯才剛起步，我要敢於做想做的事，即使會有失敗的風險在。」
2012年，金納曼於《毒利時代》的導演丹尼爾·伊斯皮諾薩再次合作，於導演的好萊塢處女作《狡兔計畫》中參與演出，並且還出演了獨立電影《洛拉·范瑟丝》。金納曼也在2014年重拍板《機器戰警》中主演艾力克斯·墨菲／機器戰警。2015年2月，金納曼加入大衛·艾亞執導的《自殺突擊隊》劇組飾演隊長瑞克·弗萊格。他還出演了獨立戲劇驚悚片《荒野之外》（2016年）。
自2016年以來，金納曼在三個串流影音（OTT服務）拍了四部劇集，如在Netflix的美國版《紙牌屋》的第四季和第五季中扮演州長威爾·康威。2018年, 他也在Netflix改編自理查德·K·摩根的同名賽博朋克小說《碳變》第一季中飾演的武·科瓦奇。金納曼在亞馬遜影音改編自2011年動作片《漢娜》的系列《少女殺手的奇幻旅程》中扮演艾瑞克·海勒，該劇第一季於2019年3月29日發布。金納曼2019年起在羅納德·D·摩爾的Apple TV+ 原創劇《太空使命》中飾演宇航員愛德華·鮑德溫。
金納曼在2019年至2020年上映的電影作品包括安德里亞·迪·斯戴法諾的動作驚悚片《無間行動》；耶利米·古埃茲的《費城之聲》和尤瓦爾·阿德勒的驚悚片《我們保守的秘密》。

## 個人生活
從2012年至2014年，金納曼曾與奥利维亞·穆恩交往。2014年中，金納曼開始和瑞典紋身藝術家克莉奧·瓦提斯特倫交往。2016年4月，他透露已和瓦提斯特倫結婚。兩人於2018年分開。金納曼於2019年初開始與瑞典澳洲雙重國籍模特凱莉·葛爾交往。兩人在2021年1月宣布訂婚。

## 作品列表

### 電影
| 年份 | 標題                                            | 角色                                | 附註                    |
| ---- | ----------------------------------------------- | ----------------------------------- | ----------------------- |
| 2002 | 《幽靈人口》                                    | Kalle 卡勒                          |                         |
| 2003 | 《Hannah med H》                                | Andreas 安德烈亞斯                  |                         |
| 2005 | 《暴風雨》                                      | 酒保                                |                         |
| 2005 | 《上帝拯救國王》                                | Dickan 迪克曼                       |                         |
| 2006 | 《Vinnarskallar》                               | Gurra 古拉                          |                         |
| 2007 | 《聖殿騎士》                                    | 史維克·卡拉松                       |                         |
| 2008 | 《聖殿騎士：路盡頭的國度》                      | Sverker Karlsson 史維克·卡拉松      |                         |
| 2009 | 《為愛蔓延》                                    | Erik 艾瑞克                         |                         |
| 2009 | 《183 dagar》                                   | Byron 拜倫                          |                         |
| 2009 | 《Johan Falk - Gruppen för särskilda insatser》 | Frank Wagner 法蘭克·瓦格納          | 提名-金甲蟲獎最佳男配角 |
| 2009 | 《Johan Falk - Vapenbröder》                    | 法蘭克·瓦格納                       |                         |
| 2009 | 《Johan Falk - National Target》                | 法蘭克·瓦格納                       |                         |
| 2009 | 《Johan Falk - Leo Gaut》                       | 法蘭克·瓦格納                       |                         |
| 2009 | 《Johan Falk - Operation Näktergal》            | 法蘭克·瓦格納                       |                         |
| 2009 | 《Johan Falk - De fredlösa》                    | 法蘭克·瓦格納                       |                         |
| 2009 | 《Simon & Malou》                               | Stefan 史特凡                       |                         |
| 2010 | 《毒利時代》                                    | Johan "JW" Westlund 約翰·韋斯特隆德 | 金甲蟲獎最佳男主角      |
| 2011 | 《黑暗時刻》                                    | Skyler 史凱勒                       |                         |
| 2011 | 《龍紋身的女孩》                                | Christer Malm 克里斯特·馬爾默       |                         |
| 2012 | 《狡兔計畫》                                    | Keller 凱勒                         |                         |
| 2012 | 《洛拉·范瑟丝》                                 | Luke 路克                           | 又名《剩女追婚大作戰》  |
| 2012 | 《毒利時代2》                                   | 約翰·韋斯特隆德                     |                         |
| 2012 | 《Johan Falk - Spelets regler》                 | Frank Wagner 法蘭克·瓦格納          |                         |
| 2012 | 《Johan Falk - De 107 patrioterna》             | 法蘭克·瓦格納                       |                         |
| 2012 | 《Johan Falk - Alla råns moder》                | 法蘭克·瓦格納                       |                         |
| 2012 | 《Johan Falk - Organizatsija Karayan》          | 法蘭克·瓦格納                       |                         |
| 2012 | 《Johan Falk - Barninfiltratören》              | 法蘭克·瓦格納                       |                         |
| 2013 | 《Johan Falk - Kodnamn Lisa》                   | 法蘭克·瓦格納                       |                         |
| 2013 | 《毒利時代3》                                   | 約翰·韋斯特隆德                     |                         |
| 2014 | 《機器戰警》                                    | 艾力克斯·墨菲／機器戰警             |                         |
| 2015 | 《聖杯騎士》                                    | Errol 埃羅爾                        |                         |
| 2015 | 《一夜狂奔》                                    | Mike Conlon 麥克·康倫               |                         |
| 2015 | 《失控獵殺：第44個孩子》                        | Wasilij Nikitin 瓦西里·尼基金       |                         |
| 2016 | 《自殺突擊隊》                                  | 瑞克·弗萊格                         |                         |
| 2016 | 《荒野之外》                                    | Elliot 艾略特                       |                         |
| 2019 | 《無間行動》                                    | Pete Koslow 皮特·科斯洛             |                         |
| 2020 | 《費城之聲》                                    | Michael Flood 邁克爾·弗拉德         |                         |
| 2020 | 《我們保守的秘密》                              | Thomas Steinman 托馬斯·斯坦曼       |                         |
| 2021 | 《自殺突擊隊：集結》                            | 瑞克·弗萊格                         |                         |
| 2023 | 《地獄來的乘客》                                | 駕駛                                |                         |
| 2023 | 《無聲夜》                                      | Godlock 古洛克                      |                         |
| 2024 | 《寂静时刻》                                    | Detective Frank Shaw 法蘭克·蕭警探  |                         |

### 電視
| 年份      | 標題                   | 角色                                | 附註                           |
| --------- | ---------------------- | ----------------------------------- | ------------------------------ |
| 1990      | 《Storstad》           | Felix Lundström 菲力克斯·勞德斯特倫 | 瑞典電視劇                     |
| 2008      | 《Andra Avenyn》       | Gustav 古斯塔夫                     | 瑞典電視劇                     |
| 2011–2014 | 《謀殺》               | Stephen Holder 史蒂芬·霍爾德        | 44集 提名-土星獎最佳電視男配角 |
| 2016–2017 | 《紙牌屋》             | Will Conway 威爾·康威               | 15集                           |
| 2018–2020 | 《碳變》               | 武·科瓦奇                           | 11集                           |
| 2019–2021 | 《少女殺手的奇幻旅程》 | Erik Heller 艾瑞克·海勒             | 12集                           |
| 2019–     | 《太空使命》           | Edward Baldwin 愛德華·鮑德溫        |                                |
| 2021      | 《就诊》               | Adam 亞當                           | 8集                            |

## 外部連結
- 喬爾·金納曼在互联网电影资料库（IMDb）上的資料（英文）
- 喬爾·金納曼的Facebook專頁
- 喬爾·金納曼的X（前Twitter）
- 喬爾·金納曼的Instagram帳戶